# Шакарян, Степан Григорьевич
Степан Григорьевич Шакарян (23 октября 1935, Баку — 22 июня 2019, Ереван) — армянский композитор, пианист, аранжировщик, Народный артист Республики Армения (2017), Заслуженный деятель искусств Республики Армения (2009), профессор Ереванской государственной консерватории им. Комитаса

## Биография
Степан Шакарян родился 23 октября 1935 в Баку.

Будущий композитор с ранних лет интересовался музыкой: Шакарян говорил, что любовью к музыке он обязан своему деду — Акопу Шакаряну, который играл на армянских народных духовых инструментах. В 1952 году Шакарян переехал в Ереван, где поступил в музыкальное училище имени Романоса Меликяна, а затем в консерваторию имени Комитаса. Здесь он встретился с Арамом Хачатуряном, вот слова Шакаряна об этой встрече:
…однажды, в 1954 году, в Ереванскую консерваторию прямо с лондонских гастролей приехал Арам Хачатурян. Ему устроили встречу со студентами, и он стал рассказывать о себе. В один момент он сказал: «А что это мы только разговариваем? Не пора ли послушать музыку?». И тут меня сзади ткнул в спину пальцем мой однокурсник и сказал: «Иди играй». И я пошел. Услышав меня, Арам Ильич объявил: «Вот такого студента я хочу иметь!». Он увез меня из Еревана, буквально «протолкнув» в Московскую консерваторию. Я был его единственным студентом из Армении, он меня очень любил и называл «своим сыном»

После обучения в Институте имени Гнесиных Шакарян поступил в Ленинградскую консерваторию. В 1960-х годах Шакарян создал первый джазовый оркестр в Армении — «Юность». За свою карьеру Шакарян написал множество симфонических произведений, музыку к фильмам и мультфильмам, а также внес неоценимый вклад в становление Армянского джаза. С 1985 Шакарян руководил Эстрадным оркестром радио и телевидения Армении, а с 1986 по 1992 Ансамблем солистов радио и телевидения Армении. В 2009 году Степан Шакарян был удостоен звания Заслуженного деятеля искусств Республики Армения, в этом же году был выпущен сборник джазовых произведений «Луна над горами».
Лауреат Межгосударственной премии СНГ «Звёзды Содружества» за 2017 год.
Композитор скончался 22 июня 2019 года в Ереване.

## Произведения

### Симфоническая музыка
- Симфония N° 1 (Концерт для оркестра, 1961)
- Симфония N° 2 (хореографическая симфония, 1965)
- СимфонияN° 3 (1975)
- «Симфоническая прелюдия» (1995)
- Симфонический оркестр «Армения» (1991)
- «Ария» (1982)

### Камерная музыка
- Тема с вариациями для скрипки и фортепьяно (1959)
- «Память о Комитасе» для струнного квартета (1965)
- 4 акварели для струнного ансамбля (1987)
- Соната для фортепьяно (1963)
- Соната для фортепьяно «Колокола» (1982)
- Сонатина для фортепьяно (1963)
- Цикл «Питторески» для фортепьяно (1983)

### Хореографическая музыка
- Балет «Зависть» (1965, Ереван, 1992)
- «Ахавнаванк» («Монастырь голубей», 1990)
- «Рипсимэ» (1998)
- Пьеса для эстрадного ансамбля и джаз

### Другие
- «Трио-ретро» (фортепьяно, скрипка, виолончель)
- Трио N° 1 (1993)
- Трио N° 2

### Фильмография
- 1967 — Акоп Овнатанян, документальный фильм
- 1970 — Кум Моргана
- 1972 — Вин-пингвин, мультфильм
- 1973 — Непобедимый, мультфильм
- 1975 — Вода наша насущная
- 1977 — Жил-был ежик, мультфильм
- 1978 — Ещё пять дней
- 1982 — Сказка о зеркале, мультфильм
- 1984 — Земля и золото
- 1987 — И каждый вечер, мультфильм
- 1988 — Крыса, мультфильм
- 1989 — Боже, за что?

### Сборник «Луна над горами» («Moon Over The Mountain») (2009)
- Carnival
- Express
- My far-away
- Tsakhkadzor
- Ballad № 1
- Leaf fall and graceful
- From Bingol to Kansas-city
- Ballad № 2
- Blue sky
- Dawn
- Moon over the mountain
- Walk
- Rainbow
- Gyumri
- Dedicated To Erroll Garner
- Come Back My Dream